# Maskanah
Maskanah (auch Meskene, arabisch مسكنة) ist eine Stadt in Syrien im Distrikt Manbidsch des Gouvernements Aleppo. Sie liegt westlich der Tabqa-Talsperre an der Nationalstraße 4. In früherer Zeit verlief hier ein römischer Fernweg.
Die früheste Erwähnung der Stadt findet sich bei Stephanos von Byzanz, der die Stadt im Zusammenhang mit einem Feldzuges des Septimius Severus’ im zweiten Jahrhundert gegen Parthien nennt. 1915 bis 1916 wurde die damals zum Osmanischen Reich gehörende Stadt im Rahmen des Völkermordes an den Armeniern Standort eines Konzentrationslagers.